# Lizabeth Scott
Emma Virginia Matzo, más conocida como Lizabeth Scott (Scranton, Pensilvania; 29 de septiembre de 1922-Los Ángeles,
California; 31 de enero de 2015), fue una actriz y cantante estadounidense, considerada una de las mujeres fatales más emblemáticas del cine negro de los años 1940 y 1950.

## Biografía
Fue hija de emigrantes rusos, estudió arte dramático en Nueva York mientras ejercía de modelo. Adoptó el nombre artístico de Lizabeth Scott y debutó en Broadway luciendo elegantes vestidos en diversos pases de comedia, hasta que en 1942, lograría ser sustituta de Tallulah Bankhead en la obra The Skin of Our Teeth. Al año siguiente, gracias a su trabajo como modelo para Harper's Bazaar, sería descubierta por el productor Hal B. Wallis. Tras una desafortunada prueba para la Warner, Wallis, empeñado en hacer de la joven una estrella, produciría para ésta su primera película en 1945, You Come Along, un melodrama romántico sobre una chica que se enamora de un soldado con leucemia. Ya en 1946, obtiene su primer éxito cinematográfico con un vistoso papel en The Strange Love of Martha Ivers (El extraño amor de Martha Ivers), dirigida por Lewis Milestone y protagonizada por Barbara Stanwyck, Van Heflin y Kirk Douglas.
Al año siguiente, Scott tomaría el relevo a Rita Hayworth protagonizando junto a Humphrey Bogart Dead Reckoning (Callejón sin salida), dirigida por John Cromwell.
Poseía una belleza pétrea y una voz ronca que la hacían adecuada para el thriller, desempeñando roles de mujer fatal, que a menudo, por su faceta de vocalista, solían ser cantantes de club nocturno. 
Pareja cinematográfica de figuras como Burt Lancaster, Charlton Heston, Kirk Douglas o Robert Mitchum entre otros, también fue la estrella absoluta de cintas como Too Late for Tears (1949), Desert Fury (1947) o The Company She Keeps (1951).
A finales de los años 1950, lanzó un disco titulado Lizabeth, en el que hacía gala de su voz felina y humeante.
En la década los 1960, continuó su trabajo de actriz en la pequeña pantalla, protagonizando varias series de televisión. Se retiró del cine en 1972 con el filme Historias peligrosas, dirigido por Mike Hodges y protagonizado por Michael Caine.
Falleció el 31 de enero de 2015 a los 92 años, debido a una insuficiencia pulmonar en Los Ángeles, California.

## Vida personal
Nunca se casó y su vida personal permanece en un relativo segundo plano. Relacionada en principio con el productor Hal B. Wallis, se sabe que tuvo una tormentosa relación con Burt Lancaster durante el rodaje de I Walk Alone (1948), que acabó con una pelea. Durante el rodaje de The Big Steal (1949) se la relacionó con Robert Mitchum y más tarde corrió el rumor de que se iba a casar con Mortimer Hall, director y presidente de la emisora de radio KLAC.
En 1955 se vio involucrada en una investigación de la revista Confidential, por la que se la acusaba de tendencias lesbianas al mismo tiempo que a la actriz Marlene Dietrich. Lizabeth Scott presentó una demanda por difamación, que finalmente quedó en nada. Tras este escándalo la carrera de Lizabeth quedó eclipsada.
Se sabe también que durante los años siguientes se la relacionó con Van Johnson,  James Mason, Helmut Dantine, el cirujano plástico Gregory Pollock, Richard Quine, William Dozier, Philip Cochran, Herb Caen, Peter Lawford, Anson Bond (de la familia de cadenas de tiendas de ropa), Seymour Bayer (de la familia farmacéutica), David Mountbatten (marqués de Milford Haven), con Gerald «Jerry» Herzfeld y con Eddie Sutherland, entre otros. Burt Bacharach salió con Scott durante su separación de Angie Dickinson. Según Bacharach: «Ella personificó lo que amo de una mujer, que no es demasiado femenina sino un poco masculina«.

## Premios
Tiene desde 1960 una estrella en el Paseo de la Fama de Hollywood.

## Filmografía completa
- You Came Along (1945)
- The Strange Love of Martha Ivers (El extraño amor de Martha Ivers, 1946)
- Dead Reckoning (Callejón sin salida, 1947)
- Desert Fury (1947)
- Variety Girl (1947)
- I Walk Alone (1948)
- Pitfall (1948)
- Too Late for Tears (1949)
- Easy Living (1949)
- Dark City (1950)
- Paid in Full (1950)
- The Racket (El soborno, La trampa, 1951)
- Red Mountain (1951)
- The Company She Keeps (Libertad bajo palabra, Prisionera de su pasado, 1951)
- Two of a Kind (1951)
- Stolen Face (1952)
- Scared Stiff (1953)
- Bad for Each Other (1953)
- Silver Lode (1954)
- The Weapon (1956)
- Loving You (1957)
- Historias peligrosas (1973)